# ديفيد لي (سياسي تايواني)
ديفيد لي (بالصينية: 李大維) هو دبلوماسي وسياسي تايواني، ولد في 15 أكتوبر 1949. حزبياً، نشط في الكومينتانغ.